# Saison 2018-2019 de Schalke 04
Maillots
Chronologie
Saison précédente Saison suivante
La saison 2018-2019 est la 28e saison du FC Schalke 04 sans interruption en Bundesliga, le club qui faisait partie des membres fondateurs de la Bundesliga termina vice-champion la saison passée.

## Préparation d'avant-saison
La reprise de l'entrainement est fixée au 1er juillet 2018, du 2 au 18 juillet le club effectue une tournée en Chine, à Kunshan et à Pékin. Le 5 juillet est prévu un match amical contre Southampton FC et le 11 juillet contre Hebei, club de première division chinoise.
Le 21 juillet 2018, match amical contre Schwarz-Weiss Essen à Essen puis le 29 juillet contre FC Erzgebirge Aue à Aue. Ensuite, le club sera en stage en Autriche à Mittersill jusqu'au 8 août 2018.

## Transferts

### Transferts estivaux
| Nom              | Nationalité | Poste     | Transfert        | Provenance/Destination | Division       |
| ---------------- | ----------- | --------- | ---------------- | ---------------------- | -------------- |
| Arrivées         |             |           |                  |                        |                |
| Luke Hemmerich   | Allemagne   | Défenseur | Retour de prêt   | VfL Bochum             | 2.Bundesliga   |
| Johannes Geis    | Allemagne   | Milieu    | Retour de prêt   | FC Séville             | Liga           |
| Donis Avdijaj    | Kosovo      | Attaquant | Retour de prêt   | SV Roda JC Kerkrade    | Eredivisie     |
| Fabian Reese     | Allemagne   | Attaquant | Retour de prêt   | SpVgg Greuther Fürth   | 2.Bundesliga   |
| Haji Wright      | États-Unis  | Attaquant | Retour de prêt   | SV Sandhausen          | 2.Bundesliga   |
| Mark Uth         | Allemagne   | Attaquant | Fin de contrat   | TSG Hoffenheim         | Bundesliga     |
| Salif Sané       | Sénégal     | Défenseur | Transfert,       | Hannover 96            | Bundesliga     |
| Steven Skrzybski | Allemagne   | Attaquant | Transfert        | 1. FC Union Berlin     | 2.Bundesliga   |
| Suat Serdar      | Allemagne   | Milieu    | Transfert        | FSV Mayence            | Bundesliga     |
| Omar Mascarell   | Espagne     | Milieu    | Transfert        | Eintracht Francfort    | Bundesliga     |
| Sebastian Rudy   | Allemagne   | Milieu    | Transfert (16M€) | Bayern Munich          | Bundesliga     |
| Départs          |             |           |                  |                        |                |
| Thilo Kehrer     | Allemagne   | Défenseur | Transfert (37M€) | Paris Saint-Germain    | Ligue 1        |
| Max Meyer        | Allemagne   | Milieu    | Fin de contrat   | Crystal Palace         | Premier League |
| Leon Goretzka    | Allemagne   | Milieu    | Fin de contrat   | Bayern Munich          | Bundesliga     |
| Marko Pjaca      | Croatie     | Milieu    | Fin de prêt      | Juventus               | Serie A        |
| Coke             | Espagne     | Défenseur | Fin de prêt      | UD Levante             | Liga           |
| Bernard Tekpetey | Ghana       | Attaquant | Transfert        | SC Paderborn 07        | 2. Bundesliga  |
| Benedikt Höwedes | Allemagne   | Défenseur | Transfert        | Lokomotiv Moscou       | Premier Liga   |

### Transferts hivernaux
| Nom               | Nationalité    | Poste     | Transfert        | Provenance/Destination | Division       |
| ----------------- | -------------- | --------- | ---------------- | ---------------------- | -------------- |
| Arrivées          |                |           |                  |                        |                |
| Rabbi Matondo     | Pays de Galles | Attaquant | Transfert (9 M€) | Manchester City        | Premier League |
| Jeffrey Bruma     | Pays-Bas       | Défenseur | Prêt             | VfL Wolfsbourg         | Bundesliga     |
| Départs           |                |           |                  |                        |                |
| Naldo             | Brésil         | Défenseur | Transfert (2 M€) | AS Monaco              | Ligue 1        |
| Johannes Geis     | Allemagne      | Milieu    | Transfert        | FC Cologne             | 2.Bundesliga   |
| Abdul Rahman Baba | Ghana          | Défenseur | Fin de prêt      | Stade de Reims         | Ligue 1        |

## Compétitions
| Quatorzième 33 points | Phase de groupe | Premier tour |
| 8V 9N 17D             | 3V 2N 1D        | 1V 1N 0D     |
| TOTAL: 12V 12N 18D    |                 |              |

### Championnat

#### Journées 1 à 5
Lors de ce début de saison, Schalke affronte le barragiste de la saison précédente, le VfL Wolfsbourg et s'incline sur le score de 2-1. À la Veltins-Arena, Schalke recevait le Hertha Berlin après avoir concédé une défaite d'entrée à Wolfsburg, les occasions ne manque pas mais la précision n'était clairement pas présente, Schalke se fait surprendre par le Hertha et encaisse sa deuxième défaite de la saison en deux matchs.  

#### Classement
| Rang | Équipe        | Pts | J  | G  | N  | P  | Bp | Bc | Diff | Qualification ou relégation                 |
| ---- | ------------- | --- | -- | -- | -- | -- | -- | -- | ---- | ------------------------------------------- |
| 12   | FSV Mayence   | 43  | 34 | 12 | 7  | 15 | 46 | 57 | −11  |                                             |
| 13   | SC Fribourg   | 36  | 34 | 8  | 12 | 14 | 46 | 61 | −15  |                                             |
| 14   | Schalke 04    | 33  | 34 | 8  | 9  | 17 | 37 | 55 | −18  |                                             |
| 15   | FC Augsburg   | 32  | 34 | 8  | 8  | 18 | 51 | 71 | −20  |                                             |
| 16   | VfB Stuttgart | 28  | 34 | 7  | 7  | 20 | 32 | 70 | −38  | Qualification pour le barrage de relégation |

#### Évolution du classement et des résultats
| Résultat | D   | D   | D   | D   | D   | V   | V   | D   | N   | V   | D   | V   | N   | D   | N   | D   | V   | V   | N   | D   | D   | N   | D   | D   | D   | D   | V   | D   | N   | D   | V   | N   | N   | N   | — | — | — |
| Rang     | 11e | 15e | 17e | 18e | 18e | 17e | 15e | 16e | 15e | 14e | 14e | 14e | 12e | 13e | 13e | 14e | 13e | 12e | 12e | 12e | 14e | 14e | 14e | 14e | 14e | 15e | 14e | 14e | 15e | 15e | 15e | 15e | 15e | 14e | 0 |   |   |

### Ligue des champions
La Ligue des champions 2018-2019 est la 64e édition de la Ligue des champions, la plus prestigieuse des compétitions européennes inter-clubs. Elle est divisée en deux phases, une phase de groupes, qui consiste en huit mini-championnats de quatre équipes par groupe, les deux premiers poursuivant la compétition et le troisième étant repêché en seizièmes de finale de la Ligue Europa.

#### Parcours en Ligue des champions

##### Phase de groupes
| Rang | Équipe           | Pts | J | G | N | P | Bp | Bc | Diff |  | Résultats (▼ dom., ► ext.) |     |     |     |     |
| ---- | ---------------- | --- | - | - | - | - | -- | -- | ---- |  | -------------------------- | --- | --- | --- | --- |
| 1    | FC Porto         | 16  | 6 | 5 | 1 | 0 | 15 | 6  | +9   |  | FC Porto                   |     | 3-1 | 1-0 | 4-1 |
| 2    | Schalke 04       | 11  | 6 | 3 | 2 | 1 | 6  | 4  | +2   |  | Schalke 04                 | 1-1 |     | 2-0 | 1-0 |
| 3    | Galatasaray      | 4   | 6 | 1 | 1 | 4 | 5  | 8  | -3   |  | Galatasaray                | 2-3 | 0-0 |     | 3-0 |
| 4    | Lokomotiv Moscou | 3   | 6 | 1 | 0 | 5 | 4  | 12 | -8   |  | Lokomotiv Moscou           | 1-3 | 0-1 | 2-0 |     |

### Coupe d'Allemagne
Au premier tour de la Coupe d'Allemagne, Schalke 04 se déplace en Bavière, chez le 1. FC Schweinfurt 05, troisième lors de la saison 2017-2018 de la Regionnalliga de Bavière (4e division). L'an passé Schweinfurt a été éliminé au deuxième tour de la Coupe d'Allemagne contre le futur vainqueur de l'épreuve, Eintracht Francfort. Premier match officiel de la saison pour Schalke et première victoire sur le score de 2-0 en faveur des pensionnaires de Gelsenkirchen.

## Joueurs et encadrement technique

### Effectif professionnel
Le tableau suivant liste l'effectif professionnel de Schalke 04 pour la saison 2018-2019.

## Statistiques

### Statistiques collectives
| Compétition         | Débute au tour   | Termine            | Matches joués | Gagnés | Nuls | Perdus | Buts pour | Buts contre | Différence |
| ------------------- | ---------------- | ------------------ | ------------- | ------ | ---- | ------ | --------- | ----------- | ---------- |
| Bundesliga          | -                | Quatorzième        | 34            | 8      | 9    | 17     | 37        | 55          | -18        |
| Ligue des champions | Phase de groupes | Huitième de finale | 6             | 3      | 2    | 3      | 8         | 14          | -6         |
| Coupe d'Allemagne   | Premier tour     | -                  | 2             | 1      | 1    | 0      | 3         | 1           | +2         |
| Total               | -                | -                  | 44            | 12     | 12   | 21     | 48        | 70          | -22        |

### Statistiques individuelles
(Mis à jour le 20 janvier 2019)
| Numéro | Nat. | Nom         | Championnat | Championnat | Championnat    | Championnat | Championnat  | Ligue des champions | Ligue des champions | Ligue des champions | Ligue des champions | Ligue des champions | Coupe d'Allemagne | Coupe d'Allemagne | Coupe d'Allemagne | Coupe d'Allemagne | Coupe d'Allemagne | Total | Total       | Total          | Total  | Total        |
| Numéro | Nat. | Nom         | M.j.        | But inscrit | Passe décisive | Averti      | Carton rouge | M.j.                | But inscrit         | Passe décisive      | Averti              | Carton rouge        | M.j.              | But inscrit       | Passe décisive    | Averti            | Carton rouge      | M.j.  | But inscrit | Passe décisive | Averti | Carton rouge |
| ------ | ---- | ----------- | ----------- | ----------- | -------------- | ----------- | ------------ | ------------------- | ------------------- | ------------------- | ------------------- | ------------------- | ----------------- | ----------------- | ----------------- | ----------------- | ----------------- | ----- | ----------- | -------------- | ------ | ------------ |
| 1      |      | Fährmann    | 14          | 0           | 0              | 0           | 0            | 4                   | 0                   | 0                   | 0                   | 0                   | 1                 | 0                 | 0                 | 0                 | 0                 | 19    | 0           | 0              | 0      | 0            |
| 2      |      | McKennie    | 12          | 1           | 2              | 5           | 0            | 4                   | 1                   | 1                   | 1                   | 0                   | 2                 | 0                 | 0                 | 0                 | 0                 | 20    | 2           | 3              | 6      | 0            |
| 3      |      | Mendyl      | 8           | 0           | 0              | 5           | 0            | 4                   | 0                   | 0                   | 0                   | 0                   | 1                 | 0                 | 0                 | 0                 | 0                 | 13    | 0           | 0              | 5      | 0            |
| 5      |      | Nastasić    | 14          | 0           | 0              | 5           | 1            | 5                   | 0                   | 0                   | 0                   | 0                   | 2                 | 0                 | 0                 | 1                 | 0                 | 21    | 0           | 0              | 6      | 1            |
| 6      |      | Mascarell   | 4           | 0           | 1              | 0           | 0            | 3                   | 0                   | 0                   | 2                   | 0                   | 0                 | 0                 | 0                 | 0                 | 0                 | 7     | 0           | 1              | 2      | 0            |
| 7      |      | Uth         | 12          | 1           | 1              | 2           | 0            | 4                   | 1                   | 0                   | 1                   | 0                   | 2                 | 0                 | 0                 | 1                 | 0                 | 18    | 2           | 1              | 4      | 0            |
| 8      |      | Serdar      | 15          | 0           | 1              | 1           | 0            | 5                   | 0                   | 1                   | 1                   | 0                   | 0                 | 0                 | 0                 | 0                 | 0                 | 20    | 0           | 2              | 2      | 0            |
| 9      |      | Di Santo    | 4           | 0           | 0              | 0           | 0            | 1                   | 0                   | 0                   | 0                   | 0                   | 0                 | 0                 | 0                 | 0                 | 0                 | 5     | 0           | 0              | 0      | 0            |
| 10     |      | Bentaleb    | 17          | 3           | 0              | 2           | 0            | 4                   | 1                   | 0                   | 0                   | 0                   | 2                 | 2                 | 0                 | 2                 | 0                 | 23    | 6           | 0              | 4      | 0            |
| 11     |      | Konoplyanka | 8           | 0           | 1              | 0           | 1            | 5                   | 0                   | 1                   | 0                   | 0                   | 1                 | 0                 | 0                 | 0                 | 0                 | 14    | 0           | 2              | 0      | 1            |
| 13     |      | Rudy        | 9           | 0           | 0              | 2           | 0            | 4                   | 0                   | 0                   | 2                   | 0                   | 1                 | 0                 | 0                 | 0                 | 0                 | 14    | 0           | 0              | 4      | 0            |
| 14     |      | Baba        | 2           | 0           | 0              | 0           | 0            | 1                   | 0                   | 0                   | 0                   | 0                   | 1                 | 0                 | 0                 | 0                 | 0                 | 4     | 0           | 0              | 0      | 0            |
| 15     |      | Kutucu      | 3           | 1           | 0              | 0           | 0            | 1                   | 0                   | 0                   | 0                   | 0                   | 0                 | 0                 | 0                 | 0                 | 0                 | 4     | 1           | 0              | 0      | 0            |
| 17     |      | Stambouli   | 9           | 0           | 0              | 2           | 0            | 4                   | 0                   | 0                   | 2                   | 0                   | 0                 | 0                 | 0                 | 0                 | 0                 | 13    | 0           | 0              | 4      | 0            |
| 18     |      | Caligiuri   | 18          | 4           | 3              | 4           | 0            | 5                   | 0                   | 0                   | 0                   | 0                   | 2                 | 0                 | 0                 | 1                 | 0                 | 25    | 4           | 3              | 5      | 0            |
| 19     |      | Burgstaller | 14          | 2           | 2              | 2           | 0            | 4                   | 1                   | 1                   | 0                   | 0                   | 2                 | 0                 | 0                 | 0                 | 0                 | 20    | 3           | 3              | 2      | 0            |
| 22     |      | Skrzybski   | 6           | 3           | 1              | 1           | 0            | 2                   | 0                   | 0                   | 0                   | 0                   | 0                 | 0                 | 0                 | 0                 | 0                 | 8     | 3           | 1              | 1      | 0            |
| 23     |      | Teuchert    | 4           | 0           | 0              | 0           | 0            | 1                   | 0                   | 0                   | 0                   | 0                   | 1                 | 0                 | 0                 | 0                 | 0                 | 6     | 0           | 0              | 0      | 0            |
| 24     |      | Oczipka     | 7           | 1           | 2              | 2           | 0            | 0                   | 0                   | 0                   | 0                   | 0                   | 0                 | 0                 | 0                 | 0                 | 0                 | 7     | 1           | 2              | 2      | 0            |
| 25     |      | Harit       | 12          | 1           | 1              | 1           | 0            | 4                   | 0                   | 0                   | 0                   | 0                   | 2                 | 0                 | 0                 | 0                 | 0                 | 18    | 1           | 1              | 1      | 0            |
| 26     |      | Sané        | 18          | 1           | 0              | 4           | 0            | 4                   | 0                   | 0                   | 0                   | 0                   | 2                 | 0                 | 0                 | 0                 | 0                 | 24    | 1           | 0              | 4      | 0            |
| 28     |      | Schöpf      | 14          | 1           | 0              | 3           | 0            | 4                   | 1                   | 0                   | 0                   | 0                   | 2                 | 0                 | 0                 | 1                 | 0                 | 20    | 2           | 0              | 4      | 0            |
| 29     |      | Naldo       | 7           | 0           | 0              | 1           | 0            | 4                   | 0                   | 0                   | 0                   | 0                   | 2                 | 0                 | 0                 | 0                 | 0                 | 13    | 0           | 0              | 1      | 0            |
| 35     |      | Nübel       | 4           | 0           | 0              | 0           | 0            | 2                   | 0                   | 0                   | 0                   | 0                   | 1                 | 0                 | 0                 | 0                 | 0                 | 7     | 0           | 0              | 0      | 0            |
| 36     |      | Embolo      | 9           | 2           | 0              | 1           | 0            | 4                   | 1                   | 0                   | 2                   | 0                   | 2                 | 0                 | 0                 | 0                 | 0                 | 15    | 3           | 0              | 3      | 0            |
| 39     |      | Goller      | 0           | 0           | 0              | 0           | 0            | 1                   | 0                   | 0                   | 1                   | 0                   | 0                 | 0                 | 0                 | 0                 | 0                 | 1     | 0           | 0              | 1      | 0            |
| 40     |      | Wright      | 6           | 1           | 0              | 0           | 0            | 0                   | 0                   | 0                   | 0                   | 0                   | 0                 | 0                 | 0                 | 0                 | 0                 | 6     | 1           | 0              | 0      | 0            |